# Gmina Logatec
Logatec – gmina w Słowenii. W 2010 roku liczyła 13 111 mieszkańców.

## Miejscowości
Miejscowości wchodzące w skład gminy Logatec:

- Grčarevec
- Hleviše
- Hlevni Vrh
- Hotedršica
- Jakovica
- Kalce
- Lavrovec
- Laze
- Logatec – siedziba gminy
- Medvedje Brdo
- Novi Svet
- Petkovec
- Praprotno Brdo
- Ravnik pri Hotedršici
- Rovtarske Žibrše
- Rovte
- Vrh Svetih Treh Kraljev
- Zaplana
- Žibrše